# Тройное
Тройное — посёлок в Петровском районе Тамбовской области России. Входит в состав Кочетовского сельсовета.

## География
Посёлок находится в западной части Тамбовской области, в лесостепной зоне, в пределах Окско-Донской низменной равнины, при автодороге Р119, на расстоянии примерно 12 километров (по прямой) к юго-западу от села Петровского, административного центра района. Абсолютная высота — 154 метра над уровнем моря.

### Климат
Климат умеренно континентальный, относительно сухой, с холодной продолжительной зимой и тёплым летом. Средняя температура воздуха самого холодного месяца (января) — −11,5 — −10,5 °C (абсолютный минимум — −39 °C); самого тёплого месяца (июля) — 19,5 — 20,5 °C (абсолютный максимум — 40 °С). Период с положительной температурой выше 10 °C длится 141—154 дня. Среднегодовое количество атмосферных осадков варьирует в пределах от 400 до 650 мм. Продолжительность залегания снежного покрова составляет в среднем 135 дней.

### Часовой пояс
Посёлок Тройное, как и вся Тамбовская область, находится в часовой зоне МСК (московское время). Смещение применяемого времени относительно UTC составляет +3:00.

## История
Посёлок основан предположительно между 1911 и 1917 годами на дороге из Большой Алексеевки в Кочетовку.
В 1926 году в посёлке Бутырской волости Липецкого уезда Тамбовской губернии было 28 дворов русских и 168 жителей (85 мужчин, 83 женщины).
До войны в посёлке, вошедшем в состав Избердеевского района Тамбовской области, насчитывалось 42 двора.

## Население
| 2010 |
| ---- |
| 5    |

### Половой состав
По данным Всероссийской переписи населения 2010 года в гендерной структуре населения мужчины составляли 40 %, женщины — соответственно 60 %.

### Национальный состав
Согласно результатам переписи 2002 года, в национальной структуре населения русские составляли 100 % из 16 чел.

## Инфраструктура и улицы
В посёлке одна улица — Пролетарская.